# 大镜门街道
大境门街道是中国河北省张家口市桥西区下辖的一个街道。

## 行政区划
大境门街道下辖西岔社区、西沟社区、西山底社区、黄土场社区、平门社区。